# AGM-129 ACM

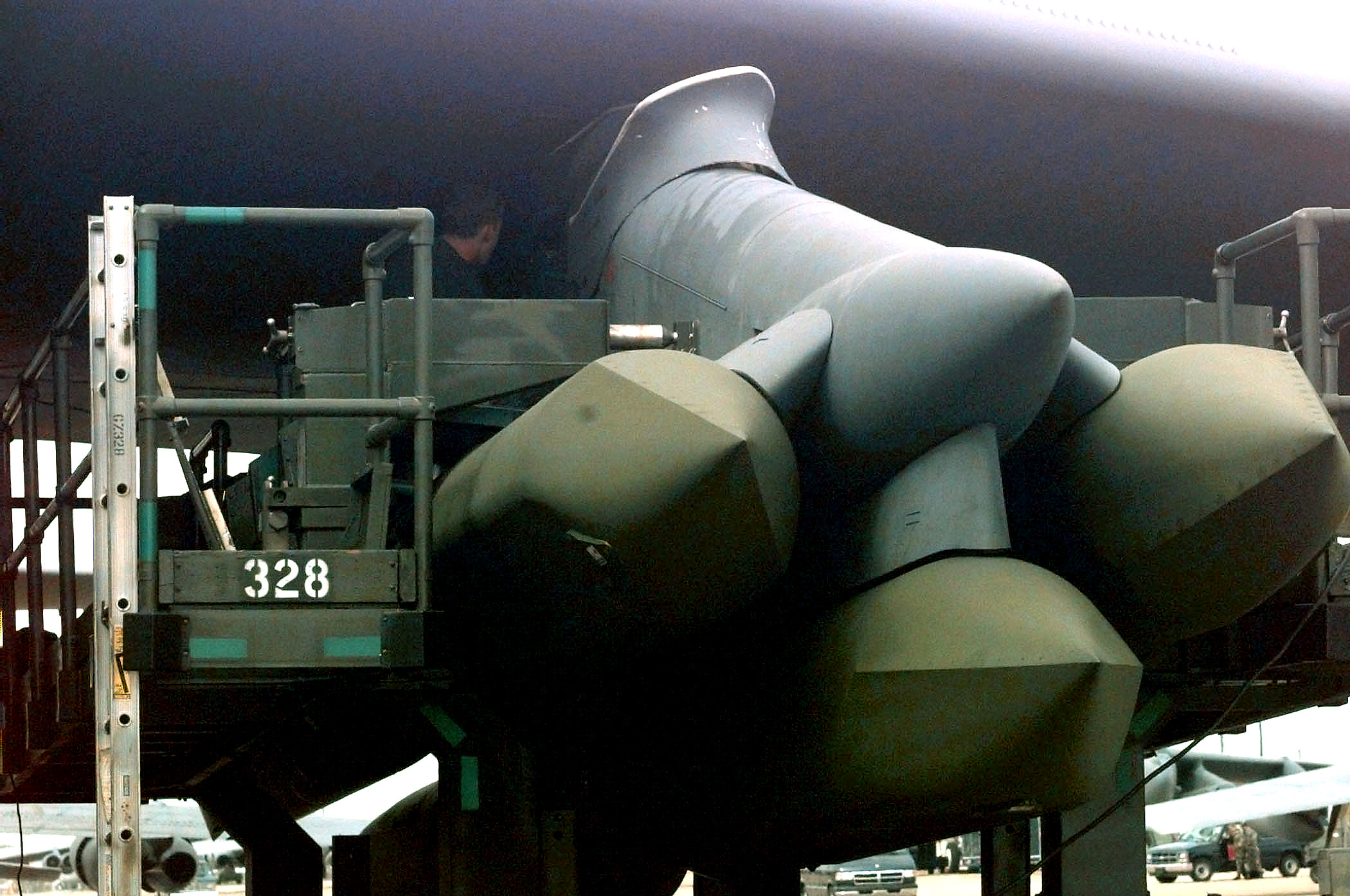
Misiles ACM En un bombardero estratégico Boeing B-52 Stratofortress.

El AGM-129 ACM (siglas en inglés de: Advanced Cruise Missile) fue un misil de crucero estadounidense subsónico de baja visibilidad, lanzable desde un avión, propulsado por un motor turbofán y con capacidad para portar cargas nucleares. Originalmente diseñado y fabricado por General Dynamics y posteriormente adquirido por Raytheon Missile Systems, únicamente lo portaban los bombarderos estratégicos B-52 Stratofortress de la Fuerza Aérea de los Estados Unidos. Entró en servicio en 1990 pero presentó diversos problemas de fiabilidad que supusieron su cancelación parcial en 1992, con las unidades ya construidas retiradas definitivamente en 2012.